# نبرد دریای کورال (فیلم)
«نبرد دریای کورال» (انگلیسی: Battle of the Coral Sea) یک فیلم به کارگردانی پل وندکوس است که در سال ۱۹۵۹ منتشر شد. از بازیگران آن می‌توان به کلیف رابرتسون، جرج تاکی، جیا اسکالا، و گوردون جونز اشاره کرد.